# Kustrall
Kustrall (Rallus crepitans) är en amerikansk fågel i familjen rallar inom ordningen tran- och rallfåglar.

## Utseende och läte
Kustrallen är en stor och generellt färglös rall, men fjäderdräkten varierar geografiskt. Fåglar utmed Atlantkusten är gråbrunaktiga med få kontrasterande karaktärer, endast svag bandning i grått och vitt på flankerna och ljusorange näbb. De utmed Mexikanska golfen är mer färgglada, med orangefärgad hals, och närmed närmare kungsrallen i utseendet. Den har dock fortfarande ljusare och mer diffus tvärbandning på sidorna och de svarta strimmorna på ryggen är inte lika kontrasterande. Lätet består av en serie hårda "kek". Även ljudliga och raspiga stön kan höras. 

## Utbredning och systematik
Kustrallen förekommer utmed i östra Nordamerika och Centralamerika, från Connecticut i USA söderut till Belize. Vidare påträffas den även i stora delar av Västindien. Den delas in i elva underarter i fyra grupper, med följande utbredning
- crepitans/waynei-gruppen
  - R. c. crepitans – förekommer vid Atlantkusten (från Connecticut till nordöstra North Carolina)
  - R. c. waynei – förekommer i kustnära salta våtmarker till Atlanten (nordöstra North Carolina till östra Florida)
- scottii/saturatus-gruppen
  - R. c. saturatus – förekommer längs golfkusten (sydvästra Alabama till Texas och Tamaulipas)
  - R. c. scottii – förekommer i kustnära delar av Florida (från Pensacola till Cape Sable och Jupiter)
- caribaeus-gruppen
  - R. c. insularum – förekommer i mangroveträsk i Florida Keys
  - R. c. coryi – förekommer i mangroveträsk i Bahamas
  - R. c. leucophaeus – förekommer på Isle of Pines
  - R. c. caribaeus – förekommer från Kuba, Hispaniola och Puerto Rico till Antigua och norra Antillerna
- pallidus-gruppen
  - R. c. pallidus – förekommer i mangroveträsk i sydöstra Mexiko (kustnära norra Yucatánhalvön)
  - R. c. grossi – förekommer i sydöstra Mexiko (öar vid Chinchorro Bank utanför Quintana Roo)
  - R. c. belizensis – förekommer i Belize (Ycacos Lagoon)

Underarterna grossi och belizensis inkluderas ofta i pallidus, medan leucophaeus ofta inkluderas i caribaeus.
Tidigare betraktades mangroverall (R. longirostris) och californiarall (R. obsoletus) ingå i kustrall, då under det vetenskapliga namnet Rallus longirostris. Genetiska, morfologiska och ekologiska studier visar dock att de utgör tre olika arter.

## Levnadssätt
Kustrallen hittas nästan enbart i saltvattensvåtmarker nära kusten, där den kan vara både allmänt förekommande och mycket ljudlig. Den ses aldrig i sötvattensvåtmarker inåt land, där den ersätts av kungsrallen.

## Status och hot
Arten har ett stort utbredningsområde och en stor population, men tros minska i antal, dock inte tillräckligt kraftigt för att den ska betraktas som hotad. IUCN kategoriserar därför arten som livskraftig (LC).

## Bilder

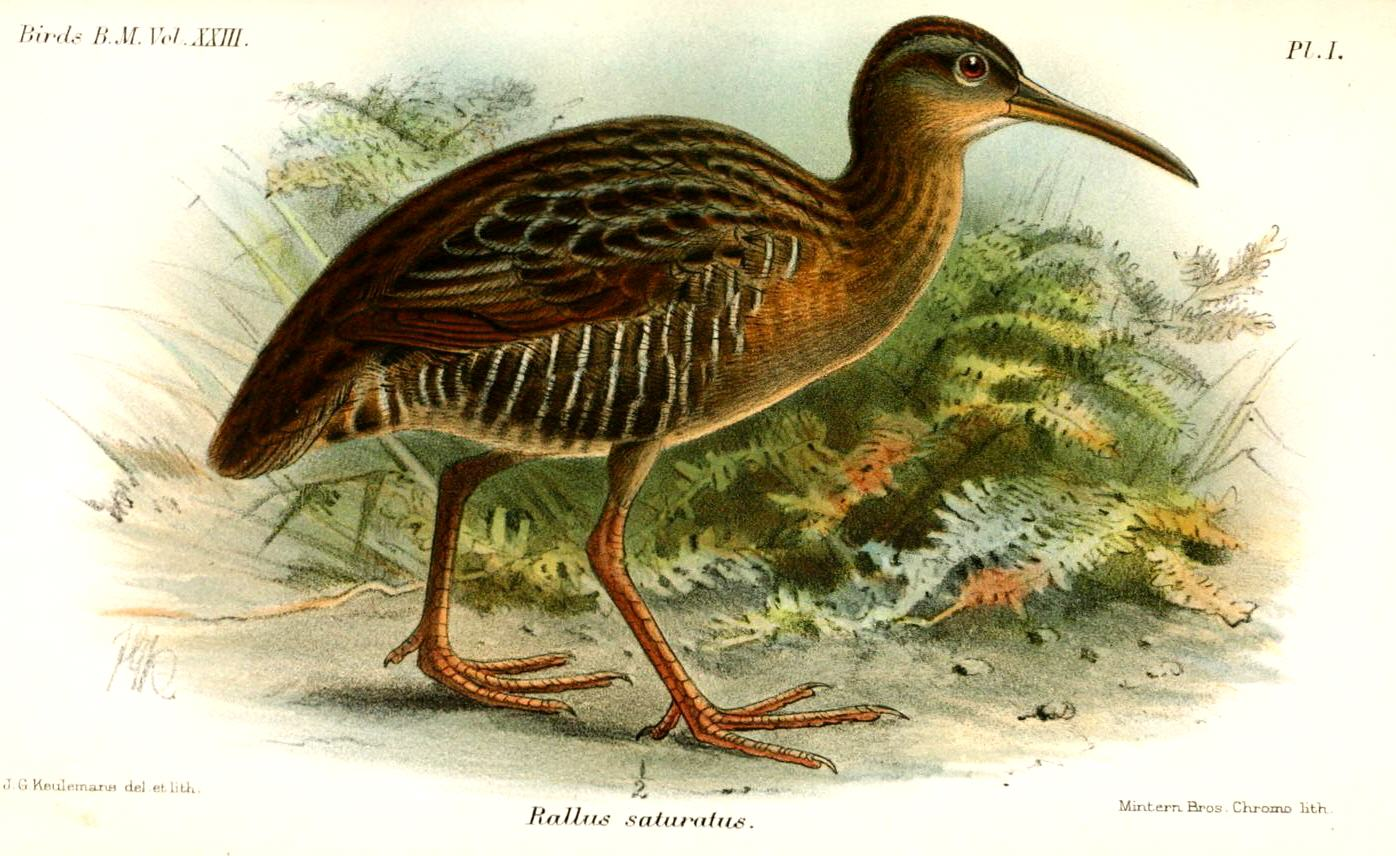
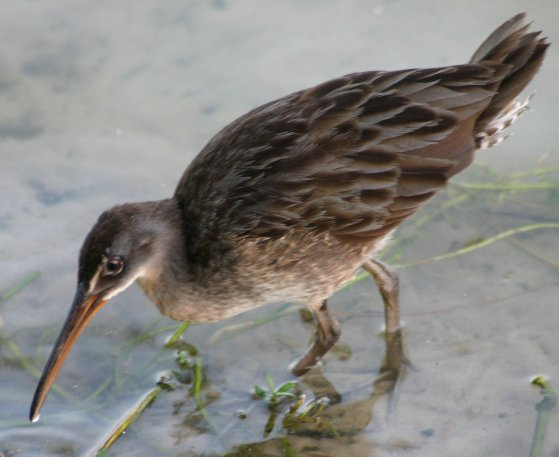